# Passifloraceae
Famille
Classification APG III (2009)
Les Passifloraceae (les Passifloracées) sont une famille de plantes à fleurs dicotylédones de l'ordre des Malpighiales qui comprend plus de 600 espèces réparties en 17 genres.
Ce sont des arbres, des arbustes, des lianes ou des plantes grimpantes herbacées des régions tropicales.
On peut citer les passiflores (genre Passiflora) parmi lesquelles la grenadille (Passiflora edulis) donne des fruits ovoïdes appelés « fruits de la passion » et la barbadine.

## Étymologie
Le nom vient du genre type Passiflora, composé des mots latins passio, passion, et flos, fleur, en référence aux différentes parties de la fleur qui semblent symboliquement représenter la passion de Jésus-Christ.
En dehors de la référence chrétienne, ces plantes sont parfois appelées « fleur-horloge », la fleur rappelant le cadran d'une horloge.

## Classification
La classification phylogénétique place cette famille dans l'ordre des Malpighiales, lui-même rattaché aux Eurosids I.
La classification phylogénétique APG III (2009) inclut dans cette famille les genres précédemment placés dans les familles Malesherbiaceae (Malesherbia) et Turneraceae (Adenoa, Erblichia, Hyalocalyx, Loewia, Mathurina, Piriqueta, Stapfiella, Streptopetalum, Tricliceras et Turnera).

## Liste des genres
Selon Angiosperm Phylogeny Website (24 mai 2010) :
- Adenia
- Adenoa (es) (ancienne Turneraceae)
- Ancistrothyrsus (es)
- Androsiphonia
- Barteria
- Basananthe (es)
- Crossostemma (es)
- Deidamia (es)
- Dilkea (es)
- Efulensia (es)
- Erblichia (es) (ancienne Turneraceae)
- Hollrungia (es)
- Hyalocalyx (es) (ancienne Turneraceae)
- Loewia (en) (ancienne Turneraceae)
- Malesherbia (ancienne Malesherbiaceae)
- Mathurina (es) (ancienne Turneraceae)
- Medusandra
- Mitostemma (es)
- Paropsia (es)
- Paropsiopsis (es)
- Passiflora
- Piriqueta (ancienne Turneraceae)
- Schlechterina (es)
- Smeathmannia (es)
- Stapfiella (es) (ancienne Turneraceae)
- Streptopetalum (es) (ancienne Turneraceae)
- Tricliceras (es) (ancienne Turneraceae)
- Turnera (ancienne Turneraceae)
- Viridivia (es)

Selon NCBI (24 mai 2010) :
- Adenia
- Basananthe
- Deidamia
- Dilkea
- Hollrungia
- Malesherbia
- Mitostemma
- Paropsia
- Passiflora
- Piriqueta
- Tetrapathea (nl)
- Tetrastylis
- Tricliceras
- Turnera

Selon DELTA Angio (24 mai 2010) :
- Adenia
- Ancistrothyrsus
- Androsiphonia
- Barteria
- Basananthe
- Crossostemma
- Deidamia''
- Dilkea
- Efulensia
- Hollrungia
- Mitrostemma
- Paropsia
- Paropsiopsis
- Passiflora
- Schlechterina
- Smeathmannia
- Tetrapathaea (es)
- Tryphostemma (pt)
- Viridivia